# 十林寺
十林寺（じゅうりんじ）は、広島県三次市向江田町にある日蓮宗の寺院。山号は樹王山。旧本山は大本山妙顕寺。

## 歴史
江戸時代の元和2年（1616年）当時地域の豪農であった和田氏の外護によって建立された。

## 文化財
室町時代に製作された立正大師日蓮の像が広島県指定文化財に指定されている。

## 境内
- 境内にある龍神池は、龍神様の霊験からパワースポットとして知られるという。

## 交通アクセス
芸備線塩町駅から徒歩でおよそ15分。

## 参考資料
- 日蓮宗寺院大鑑編集委員会『宗祖第七百遠忌記念出版 日蓮宗寺院大鑑』大本山池上本門寺 (1981年)
- 中尾堯『日蓮の寺』東京書籍（1987年）